# Jaume de Laiguana
Jaume de Laiguana (Barcelona, 14 de juny de 1966) és un dissenyador gràfic, director artístic, productor musical i fotògraf català. És conegut per haver dirigit diversos vídeos musicals de Shakira. També fou el director artístic de la gira mundial de Shakira 2006-2007.
A més de dirigir alguns vídeos de Shakira, ("Don't Bother", "No", "Día De Enero", "La Pared", "Las de la Intuición", "Illegal", "Gypsy", "Loca", "Sale el Sol", Rabiosa) també ha treballat amb altres artistes com Alejandro Sanz i Miguel Bosé.

## Biografia
Després treballar diversos anys com a director d'art, Jaume de Laiguana va iniciar, a mitjans del la dècada del 1990, la seva trajectòria com a fotògraf, participant en importants campanyes publicitàries. Poc després va començar a realitzar espots i videoclips, aconseguint en molt poc temps el reconeixement nacional i internacional. La seva trajectòria té nombrosos reconeixements, entre els quals s'inclouen prestigiosos premis de publicitat, fotografia i diverses nominacions als MTV llatins i als Grammy. El seu esperit pluridisciplinari també l'ha portat a produir i dirigir escenografies de gires mundials de destacats artistes musicals, i a realitzar diversos documentals.
Jaume de Laiguana també ha publicat diversos llibres fotogràfics sempre marcats, a més de per la seva particular visió estètica, per un rerefons de denúncia social. Els seus beneficis han estat donats a diferents causes, des de la lluita contra la sida o la protecció del medi ambient fins a la concessió de beques per a fotògrafs novells.

## Obra
Gran part de l'obra de Jaume de Laiguana té l'origen en la publicitat, però aconsegueix vida pròpia. I és que una de les seves principals facultats és convertir els treballs per encàrrec en treballs d'autor, enfocant-los des del seu propi i particular punt de vista. La seva obra també inclou altres projectes que reflecteixen problemàtiques socials i el principal objectiu és fer reflexionar l'espectador. La virtut del defecte. La recerca incessant de la bellesa en les imperfeccions, els accidents o les casualitats. La provocació. L'inconformisme. El treball i l'aprenentatge constant. Aquest fotògraf que no creu en la perfecció sinó en la bellesa del que és imperfecte; la qual cosa li fa preguntar-se constantment sobre la manera més perfecta de plasmar, tot i ser conscient que mai no ho aconseguirà del tot:
| «                   | Cada foto és el final d'un camí que acaba on havia començat. I cada fotografia és començar de nou des de zero. Perquè amb cada nou projecte començà un nou camí i aprenentatge | » |
| — Jaume de Laiguana | |   |

## Exposicions rellevants
- 2013- Palau Robert[3]